# Anthurium beckii
Anthurium beckii är en kallaväxtart som beskrevs av Thomas Bernard Croat och Acebey. Anthurium beckii ingår i släktet Anthurium och familjen kallaväxter. Inga underarter finns listade.